# Aurora (piosenkarka)
Aurora, właśc. Aurora Aksnes (ur. 15 czerwca 1996 w Stavanger) – norweska piosenkarka i autorka piosenek. Urodziła się w Stavanger i wychowała w miastach Høle i Os, a swoje pierwsze piosenki i naukę tańca rozpoczęła w wieku sześciu lat. Po tym, jak niektóre z jej piosenek zostały opublikowane w Internecie i stały się popularne w Norwegii, podpisała kontrakt z wytwórniami Petroleum Records, Decca i Glassnote Records w 2014 roku. Aurora zyskała rozpoznawalność dzięki swojemu debiutanckiemu minialbumowi Running with the Wolves (2015), który zawierał przebój „Runaway”. Jeszcze w tym samym roku dostarczyła podkład muzyczny do świątecznej reklamy John Lewis, śpiewając cover piosenki Oasis „Half the World Away”.
Debiutancki album studyjny Aurory, All My Demons Greeting Me as a Friend (2016), otrzymał przeważająco pozytywne recenzje, znalazł się na listach przebojów w różnych krajach europejskich i dwukrotnie uzyskał platynowy certyfikat w Norwegii. Jej drugi album studyjny Infections of a Different Kind (Step 1) (2018) był pierwszą częścią dwuczęściowego albumu, podczas gdy drugą częścią był jej trzeci album studyjny, A Different Kind of Human (Step 2) (2019). Jej czwarty album studyjny The Gods We Can Touch został wydany 21 stycznia 2022 roku.  Aurora wydała swój piąty album studyjny, What Happened to the Heart?, 7 czerwca 2024 roku.
Jej muzyka to przede wszystkim electropop, folk i art pop z wokalem określanym jako „eteryczny”. Na początku swojej kariery grała tylko na pianinie, ale później zaangażowała się w grę na perkusji i inne aspekty produkcji muzycznej. Dodatkowo oprócz swojej twórczości solowej, Aurora współpracowała i współtworzyła utwory dla innych artystów, takich jak: Askjell, Sub Urban, Sondre Lerche, Tom Odell i The Chemical Brothers. Współpracowała również przy tworzeniu ścieżek dźwiękowych do kilku filmów, seriali telewizyjnych i gier wideo, w tym Dziewczyny, Kraina Lodu II, Sekret wilczej gromady, serialu aktorskiego One Piece od Netflix, Mass Effect: Andromeda, Sky: Children of the Light i Assassin's Creed. W 2022 roku Aurora współpracowała z kompozytorem filmowym Hanzem Zimmerem, zapewniając wokal do ścieżki dźwiękowej Frozen Planet II.

## Wczesne życie
Urodziła się 15 czerwca 1996 w Stavanger w Norwegii. Jej rodzicami są May Britt i Jan Øystein Aksnes. Ma dwie starsze siostry, Mirandę, która jest wizażystką i Viktorię, projektantkę mody. Pierwsze trzy lata spędziła w Høle, małym miasteczku, w którym jej rodzice mieszkali przez 15 lat. W Høle Aurora rozwinęła swoje zamiłowanie do natury, śpiewu i tradycyjnych strojów, takich jak kapelusze i długie spódnice. Później jej rodzina przeniosła się bardziej na północ do zachodniej Norwegii, do domu w małej wiosce Drange, położonej w lasach niedaleko gór Os, w odosobnionej gminie w Hordaland, niedaleko Bergen i Lysefjord. Aurora powiedziała o tym miejscu, że: „Prawie nie ma tam samochodów, a drogi są małe i wyboiste, wszędzie jest mnóstwo drzew; jest bardzo cicho, a internet działa kiepsko”. Porównała je również do fikcyjnej krainy Narnii.

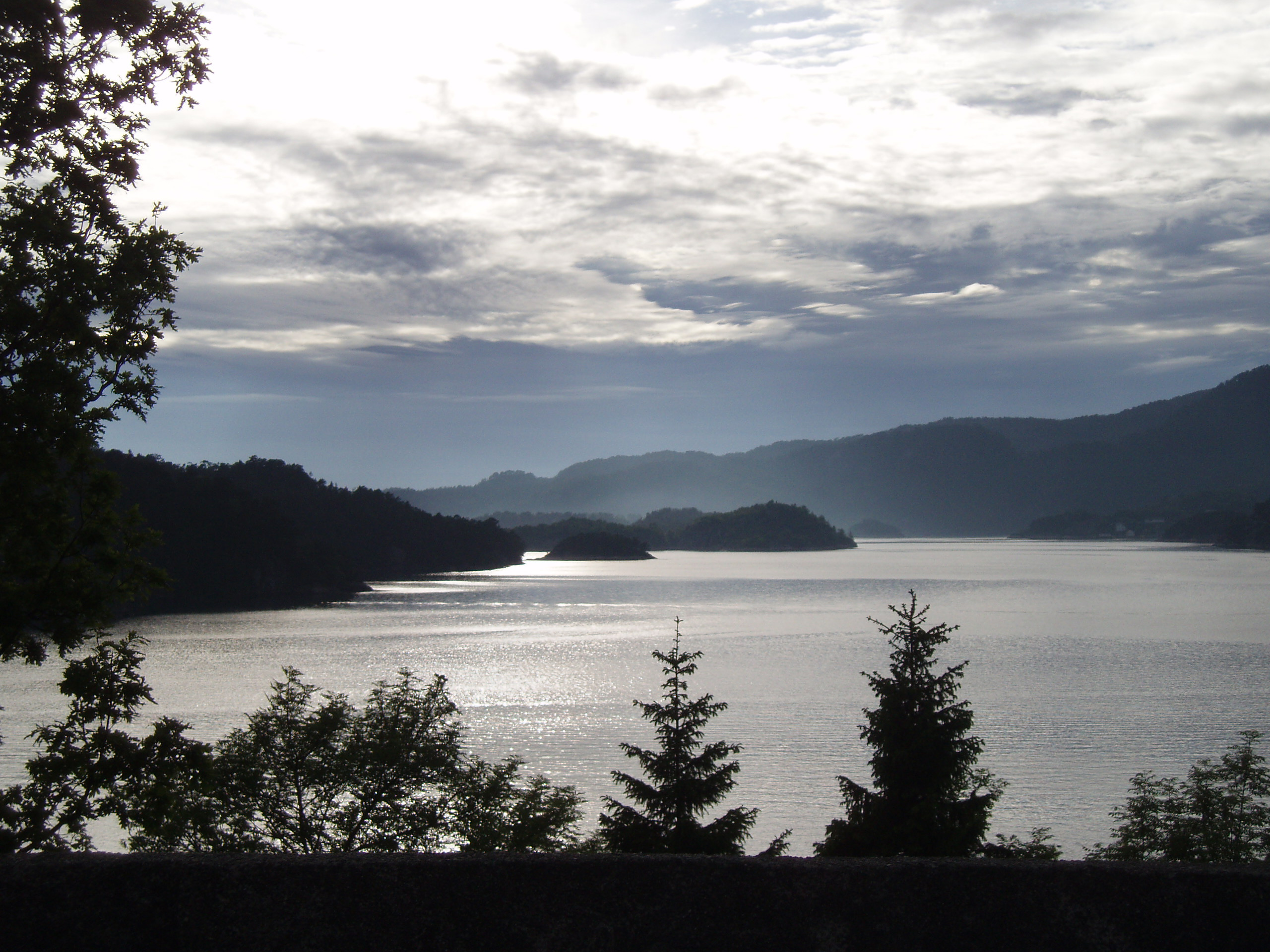
Widok na Lysefjord w Os, gdzie wychowywała się Aurora

Nazywa siebie „leśną istotą” ze względu na przebywanie w otoczeniu natury, zamiłowanie do „wspinania się na drzewa” oraz bycia „odizolowaną i ukrytą”. Przejawiała również zainteresowanie oceanem, bo mieszkała blisko morza, a jej rodzice posiadają żaglówkę. Kiedy chodziła do szkoły, jej siostry ― Miranda (obecnie jej wizażystka) i Viktoria Aksnes (obecnie jej projektantka kostiumów) ― obawiały się, że może być nękana z powodu swojej ekscentrycznej osobowości i stylu ubierania się. Zamiast tego rówieśnicy Aurory chcieli spędzać z nią więcej czasu, niż była w stanie poświęcić, a ona zamiast tego wolała spędzać czas w lesie. Twierdziła również, że wycofanie się w głąb natury dawało jej czas na filozofowanie i odkrywanie „mocy” własnego umysłu. Jako dziecko powiedziała: „ Zwykle bałam się ludzi, którzy chcieli mnie przytulić”; „Jako dziecko nie lubiłam być przytulana. I kiedyś bałam się jednego z moich nauczycieli w szkole, ale potem spotkałam go kilka miesięcy temu i było naprawdę miło. To dziwne, jak rzeczy się zmieniają”.
Jednymi z jej najwcześniejszych wspomnień związanych z muzyką było znalezienie elektrycznego pianina na strychu rodziców, które kiedyś należało do jej siostry Mirandy i fascynacja melodiami, które można było wydobyć z tego instrumentu czy też śpiewanie piosenki „Don't Worry, Be Happy” przy rodzinnym stole. Jej rodzice śpiewali tę piosenkę w chórze jako hobby. Aurora jest jedynym członkiem swojej rodziny, który podjął karierę muzyczną. Naukę gry na pianinie rozpoczęła w wieku sześciu lat, grając słuchane przez siebie utwory: „Naprawdę kocham muzykę klasyczną, a kiedy znalazłam to pianino na strychu, po prostu zaczęłam naciskać klawisze i próbować rozgryźć moje ulubione utwory klasyczne. Zaczęłam tworzyć melodie, które rozpoznawałam. Było coś wyjątkowego w możliwości grania samodzielnie — emocje z tym związane sprawiały, że chciałam grać dalej”. Wspomina, że w tamtym czasie wpływ na nią mieli tacy artyści jak Leonard Cohen, Bob Dylan, Enya i The Chemical Brothers.
Jej rodzice nie namawiali jej do kontynuowania tej aktywności ani jako kariery, ani jako hobby, mimo to przeszła od naśladowania muzyki klasycznej do komponowania własnego materiału, woląc zachować swoją muzykę w tajemnicy. Miała również plany, by zostać lekarką, fizyczką lub tancerką, a od 6 do 16 roku życia uczęszczała na lekcje tańca i występowała w grupie tańca współczesnego. Grupa dwukrotnie wzięła udział w Norweskim Młodzieżowym Festiwalu Sztuki, tańcząc do piosenek „Decode” Paramore i „Feeling Good” lecących w tle. Wyznała ponadto, że jej niechęć do własnego głosu była powodem, dla którego nie myślała wtedy o zostaniu piosenkarką.
Według Aurory pierwsza piosenka, którą kiedykolwiek napisała, nosiła tytuł „The Lonely Man”. Kolejną z jej wczesnych kompozycji było „I Had a Dream”, które opowiadało o tym, jak trudny może być świat. Chociaż uważała ją za „naprawdę długą i nudną piosenkę o pokoju na świecie”, wykonała ją raz podczas ceremonii zakończenia szkoły średniej. Nagranie z jej piosenką „Puppet” (która pierwotnie została wykonana jako prezent świąteczny dla jej rodziców) oraz film nakręcony przez kolegę z klasy z jej szkolnego występu zostały umieszczone w Internecie bez jej zgody, co ją rozzłościło. Wkrótce odkrył je przedstawiciel norweskiej agencji menadżerskiej Artists Made Management, który zaprosił Aurorę do swojego biura na spotkanie na początku 2013 roku. Aurora początkowo odrzuciła propozycję: „Na początku myślałam, że nie”, wspomina, ”ale potem moja mama powiedziała, że powinnam pomyśleć o dzieleniu się moją muzyką ze światem, bo może jest ktoś, kto desperacko jej potrzebuje. I to faktycznie może być dobra rzecz”. W ciągu kilku godzin obie piosenki zyskały tysiące wyświetleń w Norwegii, dzięki czemu Aurora zyskała fanów na Facebooku.

## Kariera

### 2012–2016:All My Demons Greeting Me as a Friend

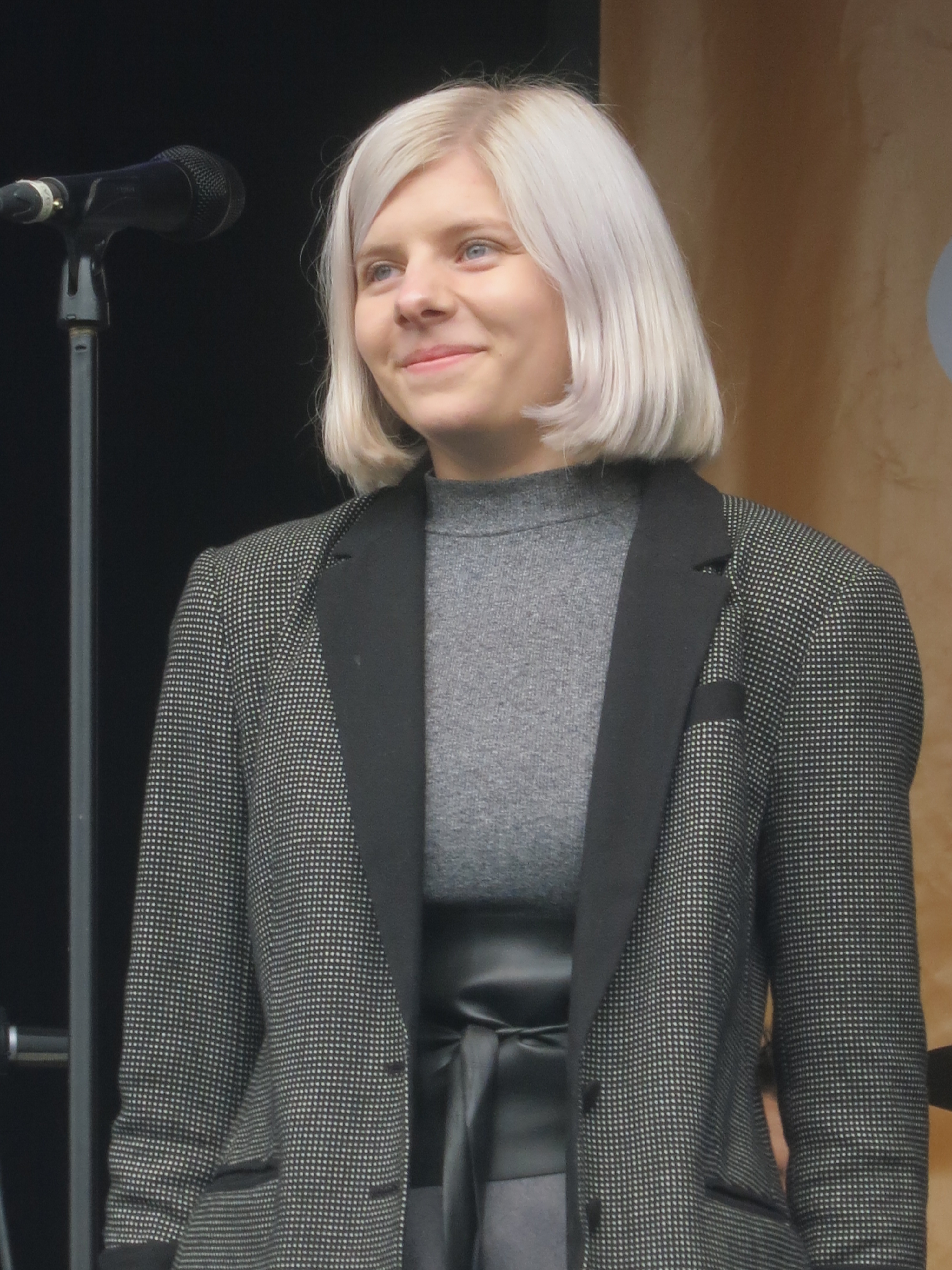
Aurora na Green Man Festival w 2015 roku.

Aurora wydała własnym nakładem piosenkę „Puppet” jako swój debiutancki singiel w grudniu 2012. Następnie pracowała nad pisaniem piosenek przez około rok, zanim dała swój „pierwszy prawdziwy występ na żywo” na Nabovarsel Minifestival w Bergen. Jej drugi singiel, „Awakening”, ukazał się w marcu 2014 roku i jako pierwszy został wydany pod pseudonimem scenicznym Aurora. Trzeci singiel „Under Stars” był pierwszym sygnowanym przez wytwórnie Glassnote Records i Decca Records, wydanym w listopadzie 2014 roku. Oba utwory zapewniły jej pozycję „Obiecującej Artystki” 2015 roku i przyniosły uznanie krytyków w Europie i Stanach Zjednoczonych, szczególnie ze względu na jej głos. Jej kolejny singiel „Runaway” został wydany w lutym 2015 roku i osiągnął sukces w Wielkiej Brytanii; w serwisie muzycznym Spotify uzyskał milion odsłuchań w ciągu 6 tygodni. Dzięki temu powiększyła grono swoich fanów, przyciągając uwagę takich artystów jak Katy Perry i Troye Sivan.
Debiutancki minialbum Aurory, Running with the Wolves, ukazał się w maju 2015 roku, a w kwietniu ukazał się singiel o tej samej nazwie, do którego dwa miesiące później powstał teledysk. Utwór przykuł uwagę stacji BBC Radio. W ramach promocji minialbumu artystka pojawiła się na letnich festiwalach, takich jak Way Out West, Wilderness i Green Man Festival. Kolejny singiel Aurory zatytułowany „Murder Song (5, 4, 3, 2, 1)” został wydany we wrześniu 2015 roku i zyskał uznanie w krajowej prasie, radiu i na popularnych internetowych blogach muzycznych. W listopadzie na potrzeby świątecznej reklamy John Lewis Aurora nagrała cover piosenki „Half the World Away” zespołu Oasis. W następnym miesiącu Aurora wystąpiła na koncercie z okazji Pokojowej Nagrody Nobla w 2015 roku, gdzie powiedziała, że „bycie częścią tego wydarzenia jest czymś niewiarygodnie pięknym”. Jej występ pochwalił prowadzący koncert Jay Leno. W tym samym roku wysprzedała wszystkie bilety na swój koncert w Londynie i wystąpiła jako wsparcie dla zespołu Of Monsters and Men w Brixton Academy w listopadzie 2015 roku. 

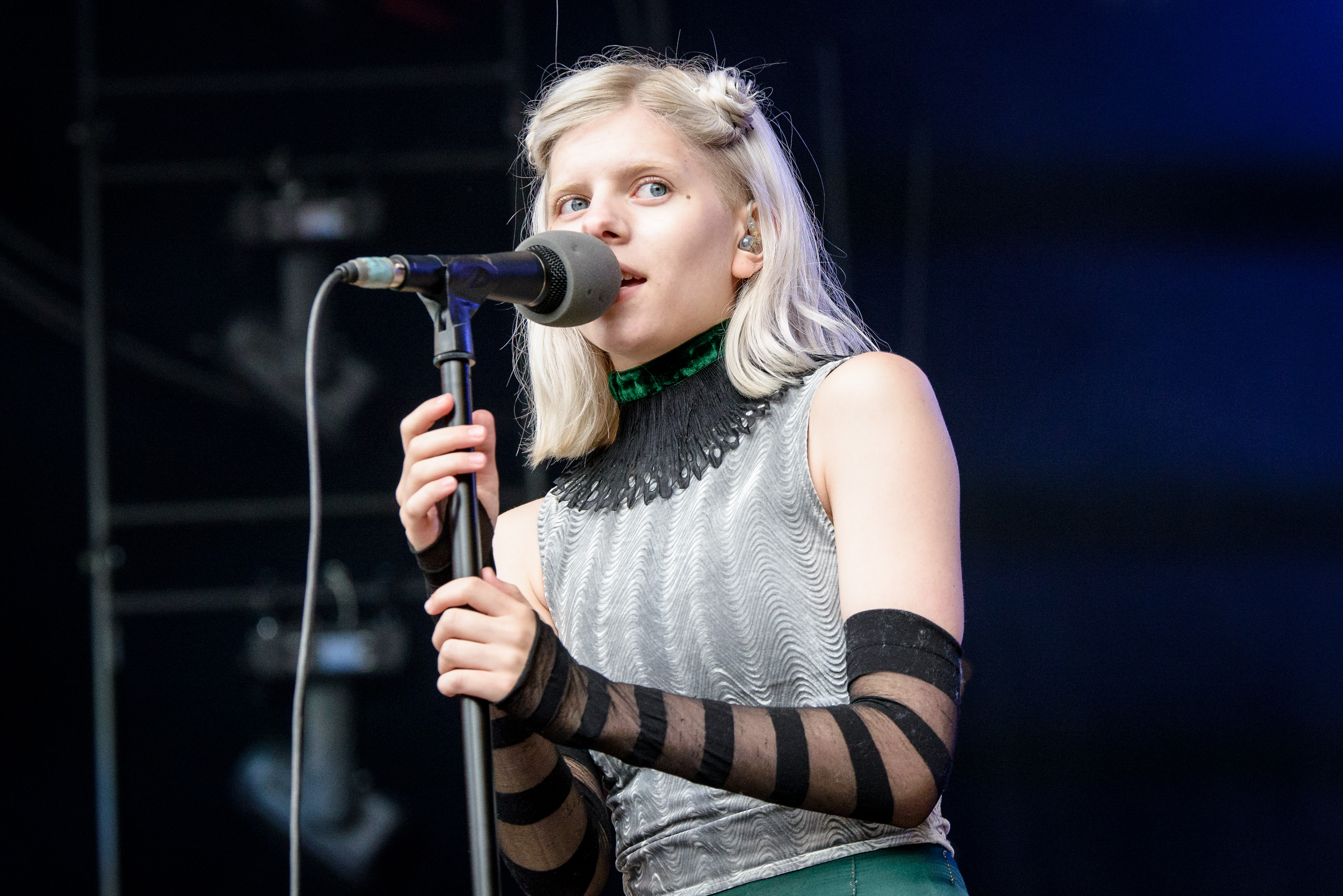
Aurora na żywo podczas festiwalu Pulse Open Air w czerwcu 2016 roku

Na początku 2016 roku Aurora pojawiła się w utworze „Home” brytyjskiego zespołu Icarus i wydała cover utworu „Life on Mars” Davida Bowiego dla serialu telewizyjnego Dziewczyny produkcji HBO. Jej kolejny singiel, zatytułowany „Conqueror”, został wydany w styczniu 2016 roku, a teledysk ukazał się w kolejnym miesiącu. Przed wydaniem singla piosenka pojawiła się na ścieżce dźwiękowej gry FIFA 16. Po owocnym starcie ze swoimi pierwszymi produkcjami muzycznymi artystka wydała swój debiutancki album All My Demons Greeting Me as a Friend w marcu 2016 roku, otrzymując ogólnie pozytywne oceny od krytyków. Album otrzymał nominację do nagrody Spellemannprisen w kategorii Album Roku i do września 2018 roku sprzedał się na całym świecie w nakładzie 500 000 egzemplarzy. Po wydaniu albumu Aurora wyruszyła w międzynarodową trasę koncertową(All My Demons Tour), która rozpoczęła się w Australii i trwała ponad rok. Aurora zadebiutowała w amerykańskiej telewizji wykonując utwór „Conqueror” w programie The Tonight Show Starring Jimmy Fallon, a następnie wystąpiła w The Howard Stern Show i The Late Show with Stephen Colbert, gdzie wykonała „Life on Mars” i „I Went Too Far”. W tym samym roku zdobyła nagrodę Spellemannprisen w kategorii Debiutant Roku oraz stypendium w wysokości 250 000 koron od Gramo.
Podczas rozdania nagród Spellemannprisen w styczniu 2017 roku Aurora zdobyła dwie nagrody: w kategorii Teledysk Roku za utwór „I Went Too Far” w reżyserii Arniego i Kinskiego oraz w kategorii Solista Popowy za album „All My Demons Greeting Me as a Friend”.

### 2017–2019:Infections of a Different KindiA Different Kind of Human

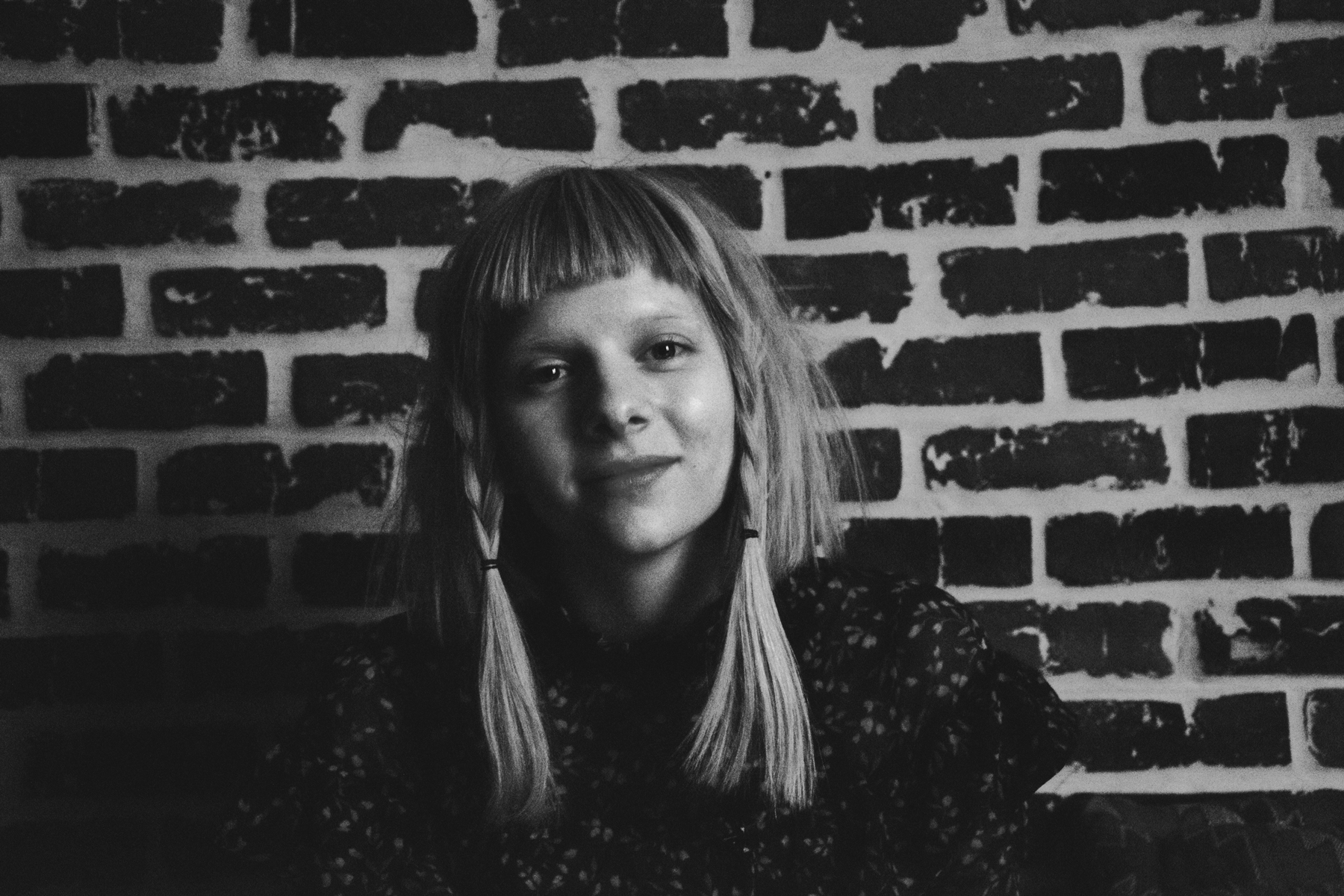
Aurora na zdjęciu w klubie w Paryżu we Francji w marcu 2018 r.

Kiedy album All My Demons Greeting Me as a Friend został wydany, Aurora powiedziała, że jest to „pierwszy z wielu albumów”, które planuje wydać. Po powrocie z europejskiej trasy koncertowej, 12 maja 2016 roku piosenkarka ogłosiła, że jest gotowa rozpocząć pisanie i produkcję kolejnych utworów, które będą stanowić jej drugi album studyjny. Piosenkarka stwierdziła na jednym z wydarzeń na Facebooku, że ma już piętnaście utworów demo oraz napisała około tysiąca piosenek i wierszy. Jej kolejnym projektem było nagranie coveru piosenki „Scarborough Fair” do brazylijskiej telenoweli Deus Salve o Rei i nakręcenie do niej sekwencji początkowej.
Pomiędzy kwietniem a sierpniem 2018 roku piosenkarka wydała dwa single, „Queendom” i „Forgotten Love”, które znalazły się w pierwszej części dwupłytowego albumu. Aurora nagrała album podczas swojego pobytu we Francji w styczniu tego samego roku, a w produkcję zaangażowani byli między innymi Askjell Solstrand, Roy Kerr i Tim Bran oraz sama Aurora. Zachowując niektóre motywy i wątki z poprzedniego albumu, Aurora w tym projekcie po raz pierwszy włączyła do swojej muzyki tematy związane z polityką i seksualnością. Źródłem inspiracji były dla niej przede wszystkim interakcje z fanami podczas swojej pierwszej trasy koncertowej. Teledysk do utworu „Queendom” ukazał się w maju 2018 roku, ukazując motywy inkluzywności i wspierania „słabszych” (ang. the underdog), w szczególności jej fanów ze społeczności LGBTQ+. W teledysku Aurora całuje jedną ze swoich tancerek, aby przekazać, że „każdy rodzaj miłości jest akceptowany i uwzględniany” w jej „królestwie”. Część z tego nowego materiału została wcześniej wykonana podczas występów na żywo, w tym na festiwalach takich jak Lollapalooza i Coachella.

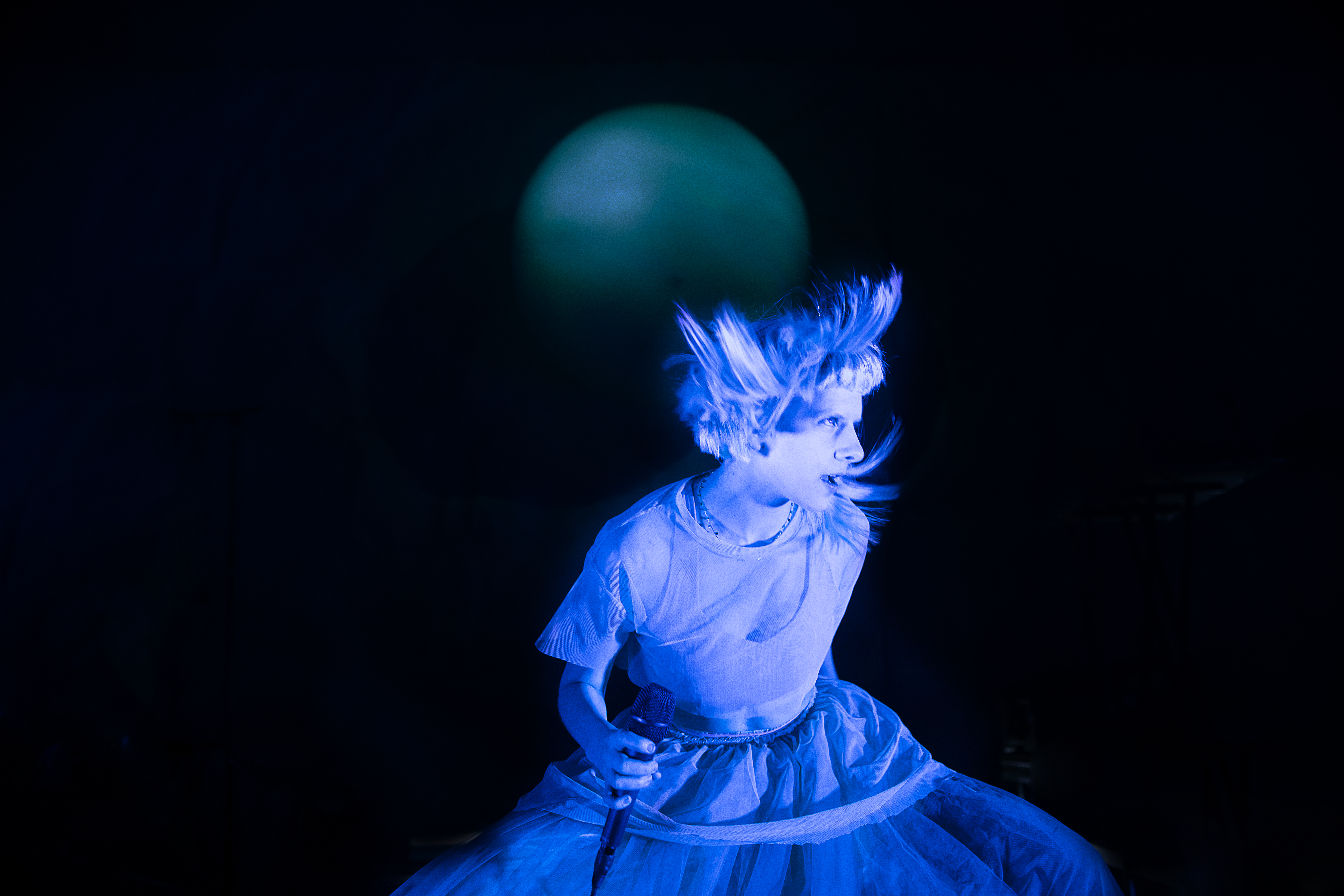
Aurora podczas występu w Molde w Norwegii w grudniu 2019 roku

28 września 2018 roku piosenkarka wydała pierwszą część dwupłytowego albumu pod tytułem Infections of a Different Kind (Step 1). Album zawiera osiem piosenek, a sam tytuł pochodzi od ósmego utworu, który Aurora określiła jako „najważniejszą piosenkę, jaką kiedykolwiek napisałam”. Druga część albumu zatytułowana A Different Kind of Human (Step 2) ukazała się 7 czerwca 2019 roku, a jej głównymi singlami były „Animal” i „The River”. Aurora promowała oba albumy trasą koncertową, która rozpoczęła się w Manchesterze pod koniec 2018 roku, oraz występami na festiwalach, takich jak Glastonbury, Groovin' the Moo i Outside Lands.
12 kwietnia 2019 roku miała swój wkład w napisanie i zaśpiewanie utworów „Eve of Destruction”, „Bango” i „The Universe Sent Me” na dziewiątym albumie The Chemical Brothers No Geography. W dniu 4 listopada 2019 r. ukazała się ścieżka dźwiękowa do filmu „Kraina lodu II” produkcji Disneya, gdzie Aurora wykonała podkład wokalny do piosenki „Into the Unknown”. W dniu 9 lutego 2020 roku wykonała tę piosenkę na scenie w ramach 92. ceremonii rozdania Oscarów wraz z Idiną Menzel i dziewięcioma piosenkarzami, którzy wykonali dubbing piosenki w swoich językach. Wydała swoją wersję solową „Into the Unknown” jako samodzielny singiel 3 marca 2020 roku.

### 2020–2023:The Gods We Can Touch
Aurora wydała singiel „Exist for Love” w maju 2020 roku, który został uznany za jej pierwszą piosenkę miłosną z samodzielnie wyreżyserowanym teledyskiem. Piosenka powstała podczas pandemii COVID-19 we współpracy z Isobel Waller-Bridge, która skomponowała kompozycje smyczkowe. Był to pierwszy przebłysk na to, co artystka określiła jako „nową erę” w swojej karierze, w związku ze zbliżającym się wydaniem nowego albumu. Pod kierownictwem muzycznym Gaute'a Tøndera nagrała utwór przewodni świątecznego miniserialu Stjernestøv dla norweskiego nadawcy NRK, który został wyemitowany w połowie listopada tego samego roku. Zaśpiewała również w utworach „Vinterens Gåte” i „Det Ev Ei Rosa Sprunge” (norweska wersja niemieckiej piosenki „Es ist ein Ros entsprungen”), pochodzących z albumu Juleroser autorstwa Herborga Kråkevika, gdzie wystąpiła również Orkiestra Filharmonii z Bergen i inni norwescy artyści. Nagrała również nową adaptację swojego utworu „Running with the Wolves” na potrzeby animowanego filmu fantastyczno-przygodowego Sekret wilczej gromady.
Na początku 2021 roku utwór „Runaway” Aurory odnotował ponowny wzrost popularności po tym, jak stał się hitem na TikToku dzięki „Runaway challenge”, gdzie uczestnicy pozowali na tle rozgwieżdżonego nieba. Utwór znalazł się na międzynarodowych listach przebojów, osiągając numer 22 na liście Billboard Global 200 i numer 25 liście singli w Wielkiej Brytanii, przyczyniając się do ponad 3 miliardów odtworzeń na całym świecie do 2025 roku. W lipcu 2021 roku wydała „Cure for Me”, drugi singiel z jej czwartego albumu studyjnego, The Gods We Can Touch, a następnie „Giving In to the Love” w październiku, wraz z zapowiedzią wydania tego albumu w styczniu 2022 roku. Aby promować album, Aurora wyruszyła w 2022 roku w trasę The Gods We Can Touch Tour, z udziałem Sub Urban, Sei Selina i Metteson w roli wykonawców wspierających. Czwarty singiel z albumu, „Heathens”, został wydany w grudniu 2021 roku, a następnie ukazał się wirtualny film koncertowy, który miał swoją premierę w Moment House w styczniu 2022 roku.

### 2023–obecnie:What Happened to the Heart?
W październiku 2023 roku Aurora zasugerowała, że wkrótce pojawi się jej nowa muzyka, zamieszczając fragment nagrania na swoim oficjalnym koncie na Twitterze z podpisem „08.11”. 1 listopada zapowiedziała wydanie singla „Your Blood”, ujawniając jednocześnie jego okładkę. Utwór, który był jej pierwszym solowym nagraniem po prawie dwóch latach przerwy, ukazał się 8 listopada. Drugi i trzeci singiel z kolejnego albumu, „The Conflict of the Mind” i „Some Type of Skin”, ukazały się odpowiednio 18 stycznia i 20 marca 2024 roku. 27 marca Aurora ogłosiła swój piąty album studyjny, What Happened to the Heart?, który został wydany 7 czerwca 2024 r. i spotkał się z uznaniem krytyków, którzy odnotowali , że jest to jej najbardziej osobiste i katartyczne dzieło. Zapowiedziała również trasę koncertową What Happened to the Earth?, która rozpoczęła się we wrześniu 2024 roku.

## Twórczość

### Wpływy innych artystów
W domu nie miała dostępu do radia ani do kanałów muzycznych w telewizji; sama przyznała, że na początku swojej kariery piosenkarskiej słuchała bardzo niewielu artystów. Jako swoje główne źródła inspiracji wymieniła Enyę, Boba Dylana, Leonarda Cohena, Beatlesów, Johnny'ego Casha, Underworld, Oasis, Björk, Kate Bush i Ane Brun. Powiedziała, że pierwszym albumem jaki kupiła był Blonde on Blonde Dylana.
Mówiła również o tym, że heavy metal był dla niej ogromną inspiracją od najmłodszych lat, wymieniając francuski zespół Gojira jako swój „ulubiony zespół”, a także była na dwóch ich koncertach. Po raz pierwszy posłuchała jednej z ich piosenek, gdy miała około 11 lat i opisała ją jako „tak trudną, tak intensywną i mroczną, że przypominała eksplozję”. Aurora słuchała również takich zespołów jak Mastodon, System of a Down, Tool, Metallica, Refused i Slayer. Stwierdziła również w wywiadzie dla BBC Radio 2, że uwielbia wiele skandynawskich zespołów heavy metalowych, a także Davida Bowie. Jej miłość do heavy metalu zainspirowała ją do skompilowania minialbumu For the Metal People, który zawierał kilka jej piosenek inspirowanych tym gatunkiem. Aurora wyraziła również swój podziw dla muzyka rockowego Iggy'ego Popa. Ona i wokalista nordyckiego zespołu folkowego Wardruna wyrazili wzajemny podziw dla swojej pracy i kilkakrotnie wykonali razem piosenkę „Helvegen”.
Wykonała kilka coverów piosenek autorstwa osób, które ją zainspirowały, niektóre z nich to „Mr. Tambourine Man”, „Famous Blue Raincoat”, „Life on Mars”, „Across the Universe” i „Make You Feel My Love”. Jeśli chodzi o ostatnie inspiracje, Aurora stwierdziła, że nie lubi słuchać muzyki, którą opisała jako „hałas” lub „ zakłócenia”, dodając, że ma „muzykę w głowie przez cały czas”. Powiedziała również, że nie korzysta z platform streamingowych, takich jak iTunes czy Spotify, ale posiada „kilka płyt LP w domu i kilka płyt CD”. Dodała, że lubi słuchać muzyki tylko niektórych swoich ulubionych wykonawców podczas podróży.

## Życie prywatne

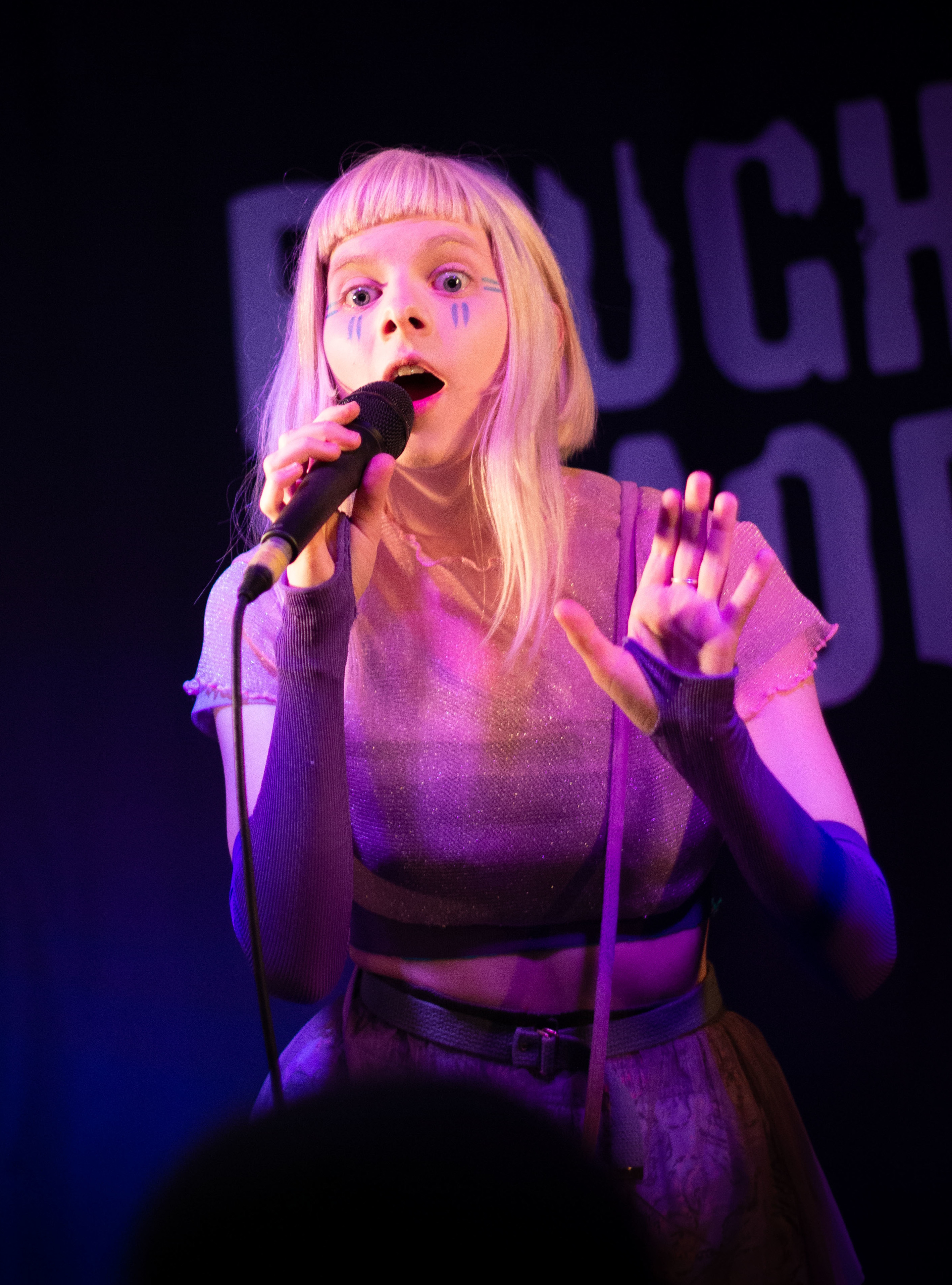
Aurora podczas prywatnego występu w Rough Trade East w Londynie (czerwiec 2019)

Mieszka w Bergen, ale regularnie podróżuje do swojego rodzinnego miasta w Os, aby odwiedzić swoich rodziców. Posługuje się płynnie językiem angielskim i norweskim, przy czym ten drugi jest jej językiem ojczystym. Uważa się za introwertyka.
W młodym wieku doświadczyła utraty kilku bliskich. Kiedy w Wigilię zmarł bliski przyjaciel jej rodziny, 11-letnia Aurora musiała być świadkiem przygnębienia wszystkich na pogrzebie. To doświadczenie doprowadziło ją do rozwoju zaburzeń mowy, które skłoniło ją do nauki języka migowego. Kiedy koleżanka z jej lekcji języka migowego zginęła w wypadku samochodowym, Aurora wykonała niewydaną jeszcze piosenkę zatytułowaną „Why Did You Go a Place?” podczas prywatnego koncertu na jej pogrzebie. Przyjaciel z Os również popełnił samobójstwo, a inny, z którym Aurora była w związku, stracił życie w 2011 roku w masakrze w Utøya w wieku siedemnastu lat. Aurora napisała piosenkę „Little Boy in the Grass” jako hołd dla tego ostatniego i innych ofiar masakry.

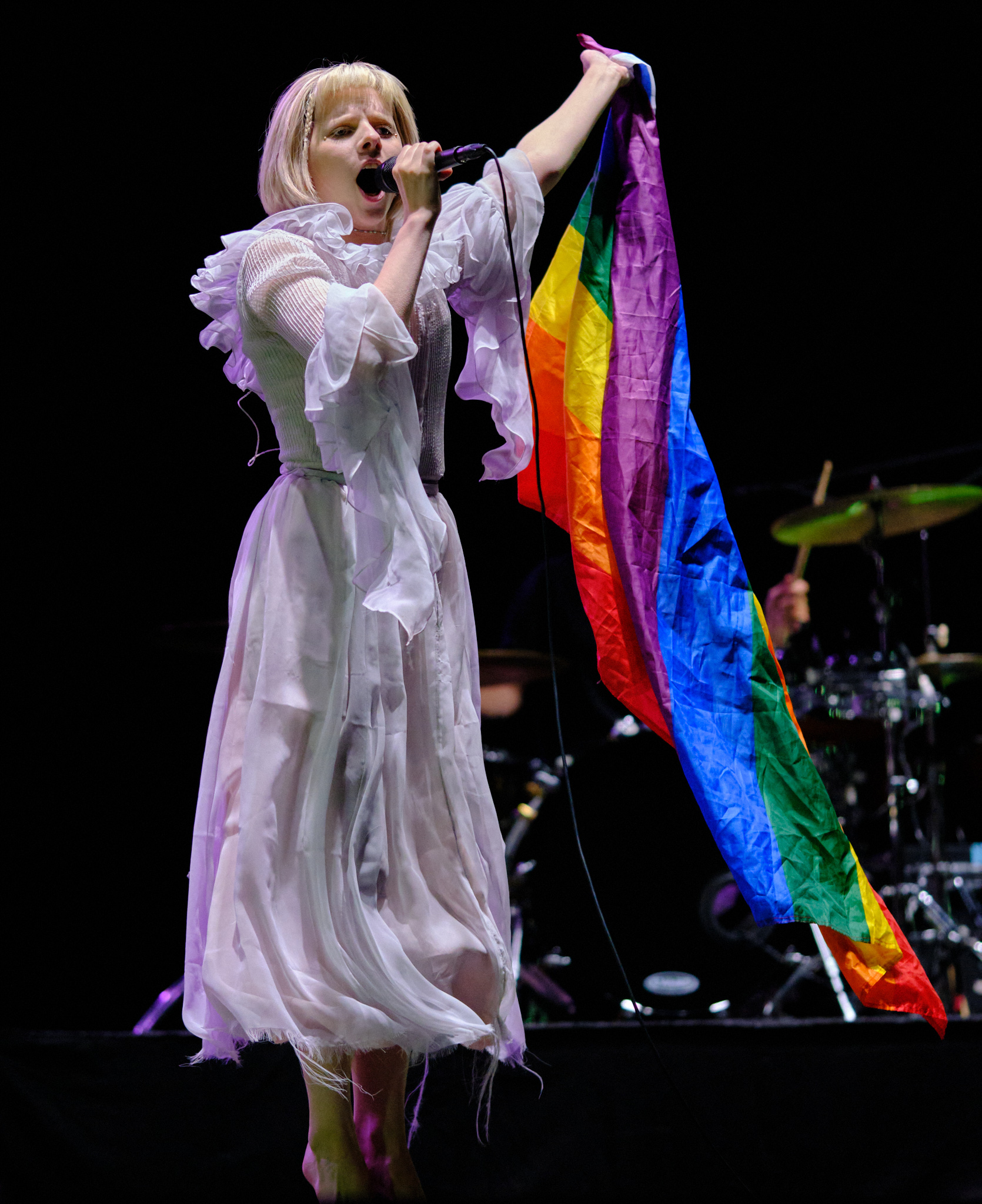
Aurora trzymająca flagę dumy podczas festiwalu Electric Castle w Klużu-Napoce, Rumunia (2021)

Jest osobą biseksualną. Poprzednio nie chciała jednoznacznie określać swojej orientacji seksualnej. Zapytana przez The Independent o swoją seksualność w 2018 roku, stwierdziła: „Po prostu lubię cieszyć się tym, co jest i lubię odkrywać. Wystarczy kochać wszystko wokół siebie i wtedy można pokochać siebie”.

## Wizerunek publiczny
We wczesnych latach kariery zwracała uwagę swoim „dziecięcym wyglądem”, bladą cerą bez makijażu i krótkimi platynowymi blond włosami, w tym samym kolorze co jej brwi, co kontrastowało z jej wokalem i przesłaniem jej piosenek. Następnie Aurora zmieniła swoją fryzurę na częściowo ogoloną, określaną jako „norweski wiking”, a w latach 2018-2024 wyróżniała się „dwuwarstwową” fryzurą (długą z przodu i krótką z tyłu) kojarzącą się z postaciami z anime. W okresie pomiędzy albumami Infections of a Different Kind (Step 1) i A Different Kind of Human (Step 2), często zdarzało jej się rysować linie na twarzy, które reprezentowały „łzy i zmarszczki od uśmiechania się”.
Identyfikuje się jako feministka oraz działa na rzecz praw człowieka, w tym praw mniejszości rasowych i osób LGBT. Okazywała również wsparcie dla różnych ruchów na rzecz świadomości ekologicznej, których kwestie poruszała w utworach takich jak „Apple Tree”, „The Seed” i „Soulless Creatures” z jej drugiego albumu. Wyraziła poparcie dla inicjatyw zespołu Coldplay i aktywistki Grety Thunberg. Jej garderoba składa się głównie z przerobionych ubrań zaprojektowanych przez nią i jej siostrę Viktorię. Aurora jest peskatarianką i uważa, że odpowiedzialność za swoje wybory żywieniowe jest ważną częścią ekologicznego stylu życia.

## Dyskografia

### Albumy studyjne
| Rok  | Album | Najwyższe pozycje na listach | Najwyższe pozycje na listach | Najwyższe pozycje na listach | Najwyższe pozycje na listach | Najwyższe pozycje na listach | Najwyższe pozycje na listach | Certyfikaty                                     |
| Rok  | Album | NOR                          | AUS                          | GER                          | IRL                          | UK                           | USA                          | Certyfikaty                                     |
| ---- | --- | ---------------------------- | ---------------------------- | ---------------------------- | ---------------------------- | ---------------------------- | ---------------------------- | ----------------------------------------------- |
| 2016 | All My Demons Greeting Me as a Friend - Wydany: 11 marca 2016 - Wytwórnia: Decca Records, Glassnote Records - Format: CD, digital download, winyl | 1                            | 51                           | 24                           | 66                           | 28                           | 150                          | - IFPI: 2x platynowa płyta - BPI: srebrna płyta |
| 2018 | Infections Of A Different Kind – Step I - Wydany: 28 września 2018 - Wytwórnia: Decca Records - Format: Cyfrowy, CD, winyl                        | 7                            | –                            | –                            | –                            | –                            | –                            | - IFPI: platynowa płyta                         |
| 2019 | A Different Kind Of Human – Step II - Wydany: 7 czerwca 2019 - Wytwórnia: Decca Records, Glassnote Records - Format: Digital Download, CD, winyl  | 4                            | 52                           | 58                           | –                            | 32                           | –                            | - IFPI: platynowa płyta                         |
| 2022 | The Gods We Can Touch - Wydany: 21 stycznia 2022 - Wytwórnia: Decca Records, Glassnote Records - Format: Digital Download, CD, winyl              | 1                            | 100                          | 11                           | –                            | 8                            | –                            |                                                 |
| 2024 | What Happened To The Heart? - Wydany: 7 czerwca 2024 - Wytwórnia: Decca Records, Glassnote Records - Format: Digital Download, CD, winyl          | 5                            | –                            | 10                           | 50                           | 8                            | –                            |                                                 |

### EP
| Rok  | Dane dot. albumu                                                                                           |
| ---- | --- |
| 2015 | Running with the Wolves - Wydany: 3 maja 2015 - Wytwórnia: Decca Records - Format: digital download, winyl |

### Single

#### Jako główna artystka
| Rok  | Tytuł                                | Certyfikaty                                                            | Album                                   |
| ---- | ------------------------------------ | ---------------------------------------------------------------------- | --------------------------------------- |
| 2012 | „Puppet”                             |                                                                        | –                                       |
| 2013 | „Awakening”                          |                                                                        | Running with the Wolves                 |
| 2014 | „Under Stars”                        |                                                                        | Running with the Wolves                 |
| 2015 | „Runaway”                            | - IFPI: platynowa płyta - BPI: srebrna płyta - POL: 2x platynowa płyta | Running with the Wolves                 |
| 2015 | „Running with the Wolves”            | - IFPI: platynowa płyta                                                | Running with the Wolves                 |
| 2015 | „Murder Song (5, 4, 3, 2, 1)”        |                                                                        | All My Demons Greeting Me as a Friend   |
| 2015 | „Half the World Away”                | - IFPI: złota płyta - BPI: srebrna płyta                               | All My Demons Greeting Me as a Friend   |
| 2016 | „Conqueror”                          | - IFPI: platynowa płyta                                                | All My Demons Greeting Me as a Friend   |
| 2016 | „I Went Too Far”                     | - IFPI: złota płyta                                                    | All My Demons Greeting Me as a Friend   |
| 2016 | „Winter Bird”                        |                                                                        | All My Demons Greeting Me as a Friend   |
| 2018 | „Queendom”                           |                                                                        | Infections of a Different Kind (Step 1) |
| 2018 | „Forgotten Love”                     |                                                                        | Infections of a Different Kind (Step 1) |
| 2019 | „Animal”                             |                                                                        | A Different Kind of Human (Step 2)      |
| 2019 | „The Seed”                           |                                                                        | A Different Kind of Human (Step 2)      |
| 2019 | „The River”                          |                                                                        | A Different Kind of Human (Step 2)      |
| 2019 | „A Different Kind of Human”          |                                                                        | A Different Kind of Human (Step 2)      |
| 2019 | „Apple Tree”                         |                                                                        | A Different Kind of Human (Step 2)      |
| 2019 | „Into the Unknown” (z Idiną Menzel)  | - BPI: platynowa płyta - MC: platynowa płyta                           | Kraina lodu II (ścieżka dźwiękowa)      |
| 2019 | „Walking In The Air” (cover)         |                                                                        | –                                       |
| 2020 | „The Secret Garden”                  |                                                                        | The Secret Garden (soundtrack)          |
| 2020 | „Thank U” (cover)                    |                                                                        | Goodnight Songs for Rebel Girls         |
| 2020 | „Stjernestøv”                        |                                                                        | –                                       |
| 2020 | „Exist for Love”                     |                                                                        | The Gods We Can Touch                   |
| 2021 | „Cure for Me”                        | - POL: złota płyta                                                     | The Gods We Can Touch                   |
| 2021 | „Giving Into the Love”               |                                                                        | The Gods We Can Touch                   |
| 2021 | „Heathens”                           |                                                                        | The Gods We Can Touch                   |
| 2022 | „A Dangerous Thing”                  |                                                                        | The Gods We Can Touch                   |
| 2022 | „A Temporary High”                   |                                                                        | The Gods We Can Touch                   |
| 2022 | „The Woman I Am”                     |                                                                        | The Gods We Can Touch                   |
| 2022 | „The Devil is Human”                 |                                                                        | The Gods We Can Touch                   |
| 2022 | „A Potion for Love”                  |                                                                        | The Gods We Can Touch                   |
| 2022 | „Storm” (z Wu Qing-feng)             |                                                                        | L'Après-midi d'un faune                 |
| 2022 | „Hunting Shadows (Assassin's Creed)” |                                                                        | Assassin's Creed: 15th Anniversary      |
| 2023 | „Animal Soul”                        |                                                                        | Senua's Saga: Hellblade II              |
| 2023 | „Your Blood”                         |                                                                        | What Happened To The Heart?             |
| 2024 | „The Conflict Of The Mind”           |                                                                        | What Happened To The Heart?             |
| 2024 | „Some Type Of Skin”                  |                                                                        | What Happened To The Heart?             |
| 2024 | „Starvation”                         |                                                                        | What Happened To The Heart?             |
| 2024 | „To Be Alright”                      |                                                                        | What Happened To The Heart?             |
| 2025 | „The Flood”                          |                                                                        | TBA                                     |

#### Z gościnnym udziałem
| Rok  | Tytuł | Album                                             |
| ---- | --- | ------------------------------------------------- |
| 2016 | „Home” (Icarus z udziałem Aurory)                                                                                      | singel niealbumowy                                |
| 2017 | „In Bottles” (Kölsch z udziałem Aurory)                                                                                | 1989                                              |
| 2018 | „Ascension” (Atella z udziałem Aurory)                                                                                 | Beacon One EP                                     |
| 2019 | „To Be Loved” (Askjell z udziałem Aurory)                                                                              | To Be Loved                                       |
| 2020 | „Cynical Mind” (Gundelach z udziałem Aurory)                                                                           | My Frail Body                                     |
| 2021 | „Sofia” (Askjell z udziałem Aurory i Iris)                                                                             | Everything Will Be Ok                             |
| 2021 | „Paramour” (Sub Urban z udziałem Aurory)                                                                               | Hive                                              |
| 2022 | „Alone in the Night” (Sondre Lerche z udziałem Aurory)                                                                 | Avatars of Love                                   |
| 2022 | „The Frozen Planet” (Hans Zimmer, Adam Lukas i James Everingham na zlecenie Bleeding Fingers Music, z udziałem Aurory) | Frozen Planet II (Original Television Soundtrack) |
| 2023 | „Butterflies” (Tom Odell z udziałem Aurory)                                                                            | singel niealbumowy                                |
| 2023 | „Bring Back the Color” (San Holo z udziałem Aurory)                                                                    | Existential Dance Music                           |
| 2023 | „My Sails Are Set” (Sonya Belousova i Giona Ostinelli z udziałem Aurory)                                               | One Piece (2023 Soundtrack)                       |
| 2024 | „Limousine” (Bring Me the Horizon z udziałem Aurory)                                                                   | Post Human: Nex Gen                               |

### Soundtrack album
| Album                     | Opis                                                                                    |
| ------------------------- | --------------------------------------------------------------------------------------- |
| Sky: Concert in the Light | - Wydany: 8 Grudnia 2022 - Wytwórnia: Decca Records - Format: cyfrowy, digital download |